# Войнешть (Димбовіца)
Войнешть, Войнешті (рум. Voinești) — село у повіті Димбовіца в Румунії. Адміністративний центр комуни Войнешть.
Село розташоване на відстані 97 км на північний захід від Бухареста, 23 км на північний захід від Тирговіште, 140 км на північний схід від Крайови, 70 км на південний захід від Брашова.

## Населення
За даними перепису населення 2002 року у селі проживали 1615 осіб, усі — румуни. Усі жителі села рідною мовою назвали румунську.